# Bota de Oro 1974-75

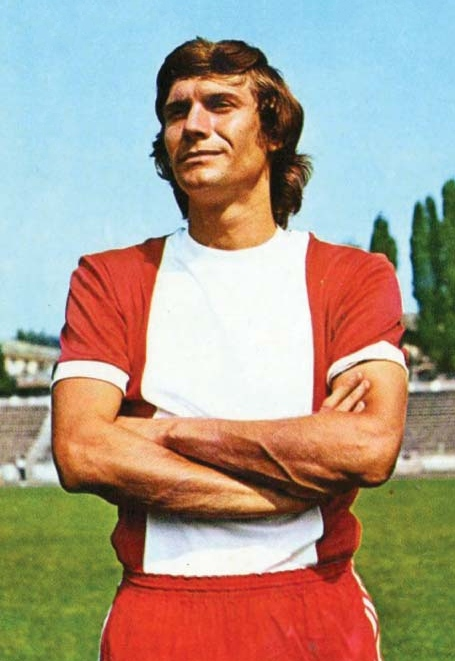
Dudu Georgescu, ganador en 1974-75.

La Bota de Oro 1974-75 fue un premio entregado por la European Sports Magazines al futbolista que logró la mayor cantidad de goles en la temporada europea.
El ganador de este premio fue el jugador rumano Dudu Georgescu por haber conseguido 33 goles en la Liga I. Georgescu ganó la bota de oro cuando jugaba para el equipo FC Dinamo de Bucarest.

## Resultados
| Posición | Futbolista              | Club                  | Campeonato                   | Goles |
| -------- | ----------------------- | --------------------- | ---------------------------- | ----- |
| 1        | Dudu Georgescu          | FC Dinamo de Bucarest | Liga I                       | 33    |
| 2        | Ruud Geels              | Ajax Ámsterdam        | Eredivisie                   | 30    |
| 2        | Delio Onnis             | AS Monaco             | Ligue 1                      | 30    |
| 2        | Héctor Casimiro Yazalde | Sporting de Lisboa    | Primera División de Portugal | 30    |